# Imenje, Brda
Imenje este o localitate din comuna Brda, Slovenia, cu o populație de 124 de locuitori.